# Roman Rofalski
Roman Rofalski (* 1981 in Stadthagen) ist ein deutscher Pianist, Komponist und Hochschullehrer.

## Leben
Rofalski studierte ab 2001 an der Hochschule für Musik, Theater und Medien in Hannover bei Christopher Oakden. Daneben belegte er Meisterkurse bei Renate Kretschmar-Fischer, David Wilde, Richie Beirach, Claudius Tanski und Bernd Goetzke.
Seit 2020 ist er Professor an der Hochschule für Musik, Theater und Medien in Hannover.
Sein Repertoire umfasst die gesamte klassische Musik als auch Werke aus populären Genres. Er tritt sowohl solistisch als auch in kleinen Jazz- und Bigband-Besetzungen auf.
Roman Rofalski lebt in Hannover.

## Diskographie (Auswahl)
- Der Wegweiser; mit Johannes Felscher (Bass) und Philippe Lemm (Drums) – Neuklang 2013[1]
- The Kapustin Project. Piano Works Kapustin, Rzewski, Lang, Rofalski – Sony Music, 2018
- Sonar; mit Johannes Felscher (Bass) und Ruben Steijn (Drums) – Berthold Records, 2018